# 千叶中央站
千葉中央站（日语：／ Chibachūō eki */?）位於日本千葉縣千葉市中央區本千葉町，是京成電鐵的鐵路車站。千葉線、千原線使用共同的車站編號KS60。

## 停靠路線
此站有千葉線與千原線停靠，同時是前者的終點和後者的起點，兩條路線的運行系統已一體化，雖然千原線千原台開出的列車全部直通至千葉線，但千葉線京成津田沼方向開出的列車有約一半、新京成電鐵開出的列車全部以此站為終點。此站開出的上行列車目的地有上野、津田沼、松戶，1990年代以前每天還有一班直通淺草線西馬込的普通列車。
千原線過去是千葉急行電鐵的路線，與其他的京成線車費計算體系不同，因此以此站分別計算里程數車資。
站旁有JR外房線與千原線並行，最初此地是外房線本千葉站的位置，之後本站移至現地，本千葉站搬到現時所在地，所以現在此地外房線沒有設站。

## 年表
- 1921年（大正10年）7月17日 - 千葉站開業[1]，當時車站在現在的中央公園（千葉市中央區中央一丁目12番[2]。
- 1987年（昭和62年）4月1日 - 國鐵分割民營化，國鐵千葉站前站更名為京成千葉站，本站改稱千葉中央站[3]。
- 1992年（平成4年）4月1日 - 千葉急行電鐵（現千原線）本站至大森台站通車[4]。
- 1998年（平成10年）10月1日 - 千葉急行電鐵解散，業務轉讓給京成電鐵。
- 2002年（平成14年）9月6日 - 東口的京成飯店MIRAMARE開幕[5]。
- 2006年（平成18年）12月10日 - 新京成電鐵與千葉線開始直通運轉，新京成車輛延駛至本站[6]。
- 2021年 - 預定完成新的千葉中央站西口大樓

## 车站

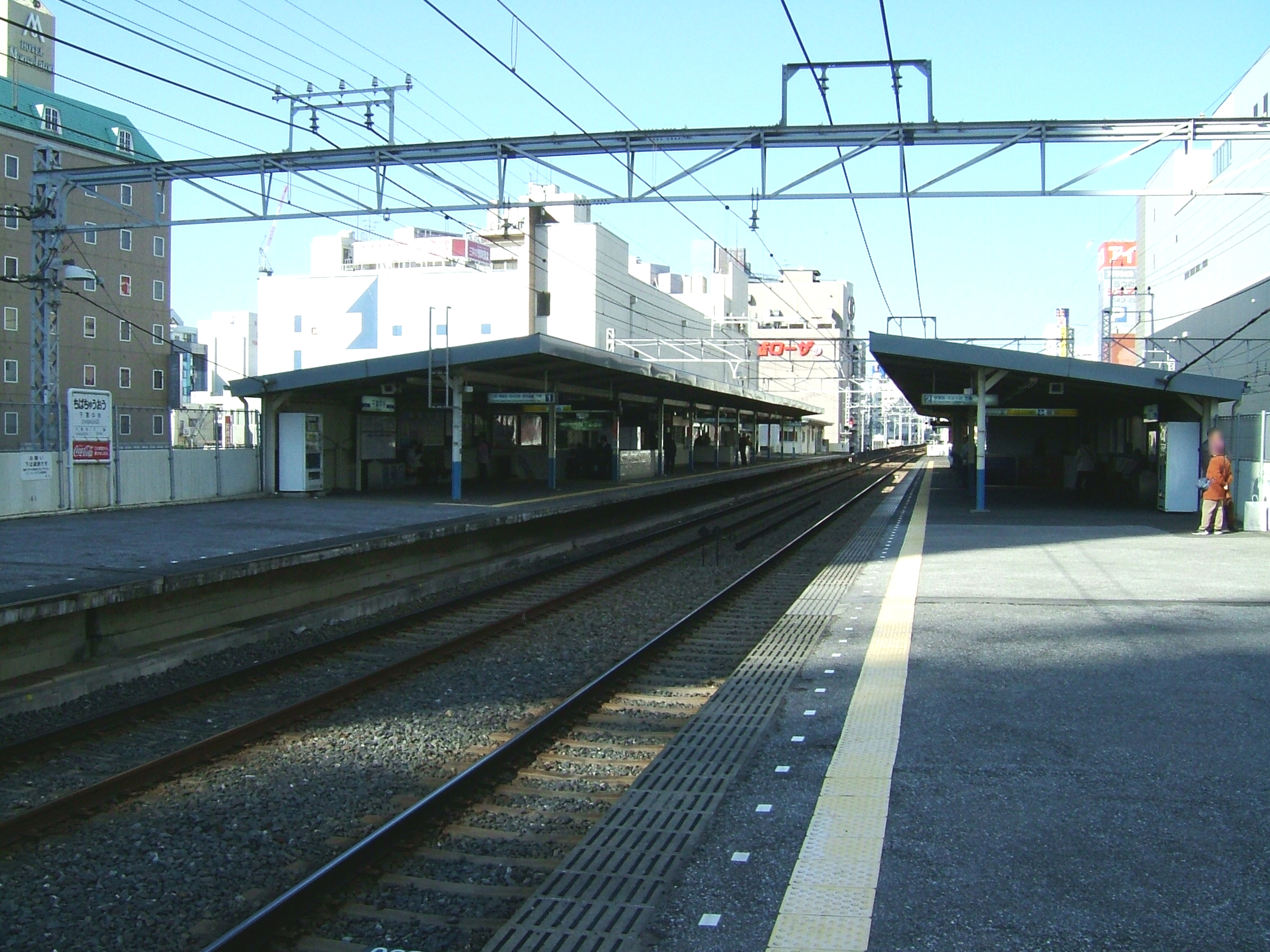
月台（2007年1月）

本站是側式月台2面2線高架車站。千原台方向有拖上線。千原線內為單線構造，但保有複線用地。
月台有效長度可停靠8輛編組列車，但由於京成幕張本鄉 - 新千葉間的月台僅能停靠6輛編組列車，因此千葉線並未使用8輛編組。
| 月台 | 路線   | 方向 | 目的地                                          |
| ---- | ------ | ---- | ----------------------------------------------- |
| 1    | 千葉線 | 上行 | 千葉、稻毛、津田沼、上野、 成田機場、松戶線方向 |
| 2    | 千原線 | 下行 | 千葉寺、學園前、千原台方向                      |

## 使用情況
2016年度1日平均上下車人次為17,287人，京成線內69個車站當中排行第30位。
近年一日平均上車人次推移如下表。
| 年度               | 1日平均 上下車人次 | 1日平均 上車人次 |
| ------------------ | ------------------ | ---------------- |
| 2003年（平成15年） | 14,334             |                  |
| 2004年（平成16年） | 14,043             | 6,910            |
| 2005年（平成17年） | 14,078             | 6,940            |
| 2006年（平成18年） | 14,505             | 7,180            |
| 2007年（平成19年） | 15,068             | 7,438            |
| 2008年（平成20年） | 15,210             | 7,505            |
| 2009年（平成21年） | 15,647             | 7,704            |
| 2010年（平成22年） | 15,903             | 7,833            |
| 2011年（平成23年） | 15,546             | 7,666            |
| 2012年（平成24年） | 15,624             | 7,705            |
| 2013年（平成25年） | 16,263             | 8,017            |
| 2014年（平成26年） | 16,291             |                  |
| 2015年（平成27年） | 16,953             |                  |
| 2016年（平成28年） | 17,287             |                  |

## 車站周邊
車站周邊是千葉市的中心市區，有許多漫畫、動畫、遊戲相關商店，也是京成前往千葉銀座通等地的最近車站。千葉站至本站的高架下是連續的購物商場。東口為商業區，西口則以住宅區為主。東側龜岡町方向有千葉大學醫學部與千葉大學醫學部附屬醫院、千葉縣文化會館等。
本站步行六至十分鐘可至千葉都市單軌電車縣廳前站周邊，是京成前往千葉縣廳舍、千葉縣警察本部等最近的一站。

### 車站直通
- 購物中心Mio（YourELM京成（日语：ユアエルム）千葉店）
- 京成飯店MIRAMARE（日语：京成ホテルミラマーレ）
- 京成Rosa 10（電影院）

### 東口（本千葉町、富士見、中央）

#### 本千葉町
- 立花證券（日语：立花証券）千葉支店
- 千葉興業銀行（日语：千葉興業銀行）千葉支店
- LASHINBANG（日语：らしんばん）千葉店
- Comic虎之穴千葉店
- enterking（日语：エンターキング）千葉中央店
- 花澤學園明聖高等學校（日语：明聖高等学校）本校

#### 富士見二丁目
- 水戶證券（日语：水戸証券）千葉支店
- 安利美特千葉

#### 中央一丁目
- 中央公園
- 千葉中央雙子大廈一號館
  - 三井花園飯店千葉

#### 中央二丁目
- 千葉中央雙子大廈二號館
  - 千葉市文化中心
- 千葉都市單軌電車葭川公園站 - 步行約5分，在京成千葉站轉乘、單軌電車較為便利。
- 千葉銀行京成站前支店
- 若葉郵便局（日语：若葉郵便局）
  - 郵貯銀行若葉店

#### 中央三丁目
- 千葉市中央區役所
- 千葉市美術館（日语：千葉市美術館）

#### 中央四丁目
- Qiball（日语：Qiball）（きぼーる）
- 千葉第二地方合同廳舍
  - 千葉地方檢察廳（日语：千葉地方検察庁）
  - 千葉區檢察廳（日语：千葉区検察庁）
- 地方裁判所、家庭裁判所及簡易裁判所合同廳舍
  - 千葉地方裁判所（日语：千葉地方裁判所）
  - 千葉家庭裁判所（日语：千葉家庭裁判所）
  - 千葉簡易裁判所（日语：千葉簡易裁判所）
- 千葉中央四郵便局

#### 亥鼻方向
- 千葉大學醫學部、看護學部
- 亥鼻城址
- 亥鼻公園（日语：亥鼻公園）

### 西口（新宿、問屋町）

#### 新宿一丁目
- 新宿公園
- 新宿郵便局

#### 新宿二丁目
- 千葉市立新宿小學校
- 千葉市新宿保育所

#### 問屋町
- 千葉港體育館
- 千葉Port Side Tower（日语：千葉ポートサイドタワー）
- 千葉市立新宿中學校

## 路線巴士
最近的巴士站是西口與東口圓環的千葉中央站西口、千葉中央站東口、千葉中央站巴士站。

### 千葉中央站西口
- 稲101：往稻毛站（千葉城市巴士（日语：ちばシティバス））

### 千葉中央站東口
- 稲101：往千葉中央站西口、往稻毛站（千葉城市巴士）

### 千葉中央站（東口）
- 美浜線、千42：往海濱醫院、往稻毛海岸站、往千葉站（千葉海濱交通（日语：千葉海浜交通）、小湊鐵道）
- 千41：往幸町團地、往千葉站（小湊鐵道）
- 千22、24、33：往濱野、往濱野站東口、往八幡宿站西口（小湊鐵道）※2017年3月4日改點起平日5班、假日4班[9]。

### 千葉中央站（西口）
主要為高速巴士。
- 千葉中央站、稻毛海岸站、海濱幕張站⇔羽田機場：往羽田機場（京成巴士、京濱急行巴士、東京空港交通）
- 千葉中央站、稻毛海岸站、海濱幕張站⇔成田機場：往成田機場（京成巴士、成田空港交通（日语：成田空港交通）、千葉城市巴士）
- 千葉中央站、TDR、東京站、橫濱站⇔大阪、神戶：往神戶三宮（京成巴士、阪急巴士（日语：阪急バス））

## 相鄰車站
京成電鐵
 千葉線、 千原線
京成千葉（千葉線）（KS59）－千葉中央（KS60）－千葉寺（千原線）（KS61）

## 外部連結
- 千葉中央｜電車與車站資訊｜京成電鐵
- 千葉中央站PDF - 京成電鐵